# Hunter Hayes
Hunter Easton Hayes (Breaux Bridge, Louisiana, 1991. szeptember 9. –) amerikai country énekes, dalszövegíró és többhangszeres zenész. Lemezkiadója az Atlantic Records Nashville.
Első albumát, a Hunter Hayes-t 2011-ben adta ki. Az album több mint 1,1 millió példányszámban kelt el és hetedik helyezést ért el a Billboard 200 slágerlistáján, továbbá első helyezést a Billboard Top Country albumlistáján. Az album legsikeresebb kislemeze a Wanted volt, melyet több mint 3,5 millió példányban adtak el, és amely Hayest a legfiatalabb férfi énekessé tette aki egy számával elérte a Billboard Hot Country Songs lista élét.
Második stúdióalbuma, a Storyline 2014-ben jelent meg. Az albumot annak első kislemeze, az Invisible vezette fel.
Hayest az elért sikerei illetve dalszövegírói és zenészi tehetsége miatt a Billboard a Country Zene Ifjúsági Forradalmának Vezéreként emlegeti. Négy Grammy-díjra jelölték többek között a Legjobb Új Előadó kategóriában, és elnyerte a Country Music Association Award "2012-es Év Új Előadója" díjat, továbbá három BMI díjat.

## Élete és karrierje
1991. szeptember 9-én született a Breaux Bridge-i (Louisiana) Larniurg kórházban Lynette Hayes és Leo Hayes egyetlen gyermekeként. Szülei 
- angol, skót-ír és német gyökereik mellett – Cajun származásúak.
Hayes angol és francia dalokat énekelve nőtt fel. Zenei karrierjét 2 éves korában kezdte, amikor nagymamájától egy játék harmonikát kapott ajándékba. Négyévesen már helyi fellépéseken illetve nemzeti televíziós megjelenéseken vett részt: Maury és Rosie O'Donnell műsorai, továbbá a Nickelodeon "Figure It Out" játékműsora, ahol Hank Williams Jr. közreműködésével
előadta a "Jambalaya (On the Bayou)" című számot. Az American Songwriter magazin írja vele kapcsolatban, hogy "Hayes legelső gitárját Rober Duvall színésztől kapta hatéves korában". Hétévesen meghívták, hogy Bill Clinton, (volt) amerikai elnöknek játsszon egy fehér házi kerti parti alkalmából. Tizenhárom évesen feltűnt az "Amerika Legtehetségesebb Gyermekei" című, Dave Coulier által vezetett műsorban, ahol előadta Gank Williams nagysikerű slágerét a "Hey Good Lookin'-ot".
2008-ban Breaux Bridge-ből a Tennessee állambeli Nashville-be költözött és zeneszerzőként leszerződött az Universal Music Publishing Group-hoz. 2010-ben a Rascal Flatts Nothing Like This albumának "Play" című számának megírásában vett részt. 2012 szeptemberében aláírt az Atlantic Records Nashville lemezkiadóval, és elkezdett dolgozni debütáló albumán.
2011 nyarán tíz alkalommal Taylor Swift country-pop énekesnő "Speak Now World Tour" turnéjának előzenekaraként lépett fel. 2011 áprilisában saját rádióturnén vett részt, hogy népszerűsítse debütáló albumának dalait. Első önálló turnéja a Most Wanted Tour volt, amely 2011. október 8-án indult Beaumontban, Texasban és 2011. december 4-én ért véget San Bernardinoban, Kaliforniában.
Hayes a Footloose című film 2011-es adaptációjában egy duett erejéig összeállt Victoria Justice színésznő/énekesnővel, és előadták Mike Reno és Ann Wilson slágerét az 1984-es filmből, az "Almost Paradise-t". Hayes Somebody's Heartbreak című számával megjelent a Now That's What I Call Music! 41 válogatásalbumon.

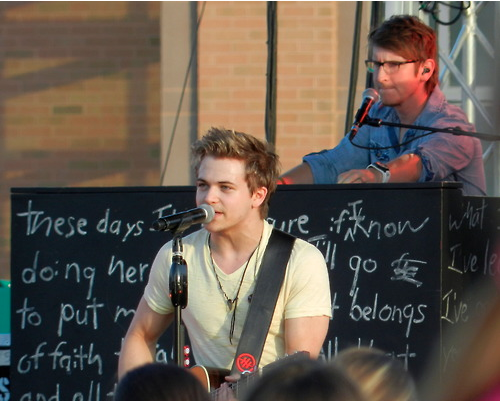
Hayes 2013-ban

2012 januárja és februárja között Hayes volt a Rascal Flatts "Thaw Out" turnéjának előzenekara.
A Hayes által írt "Where We Left Off" című szám megjelent a 2012-es Act of Valor háborús film zenei válogatásalbumán.
2012-ben fellépett az O Music Awards díjátadóján, továbbá ő volt a Guinness Rekordot döntő (a "24 óra leforgása alatt a legtöbb különböző városban adott koncert" rekordot, melyet korábban Jay-Z tartott) The Flaming Lips előzenekara Hattiesburg-i állomásukon.
2012 májusában a C.F. Martin & Company gitárkészítő vállalat kinevezte Hayest legújabb márka nagykövetüknek. Az American Songwriter magazin Hayest idézte ennek kapcsán: "Abszolút megtiszteltetés a Martin család elismerése, és az, hogy hivatalos Martin Nagykövetnek neveztek ki."
2012. szeptember 7-én, két nappal 21. születésnapja előtt a New Orleans-i Mahalia Jackson Theater színházban beiktatták a Louisiana Zenei Hírességek Csarnokába, mint a legfiatalabb tagot.

### 2011-13:Hunter Hayes

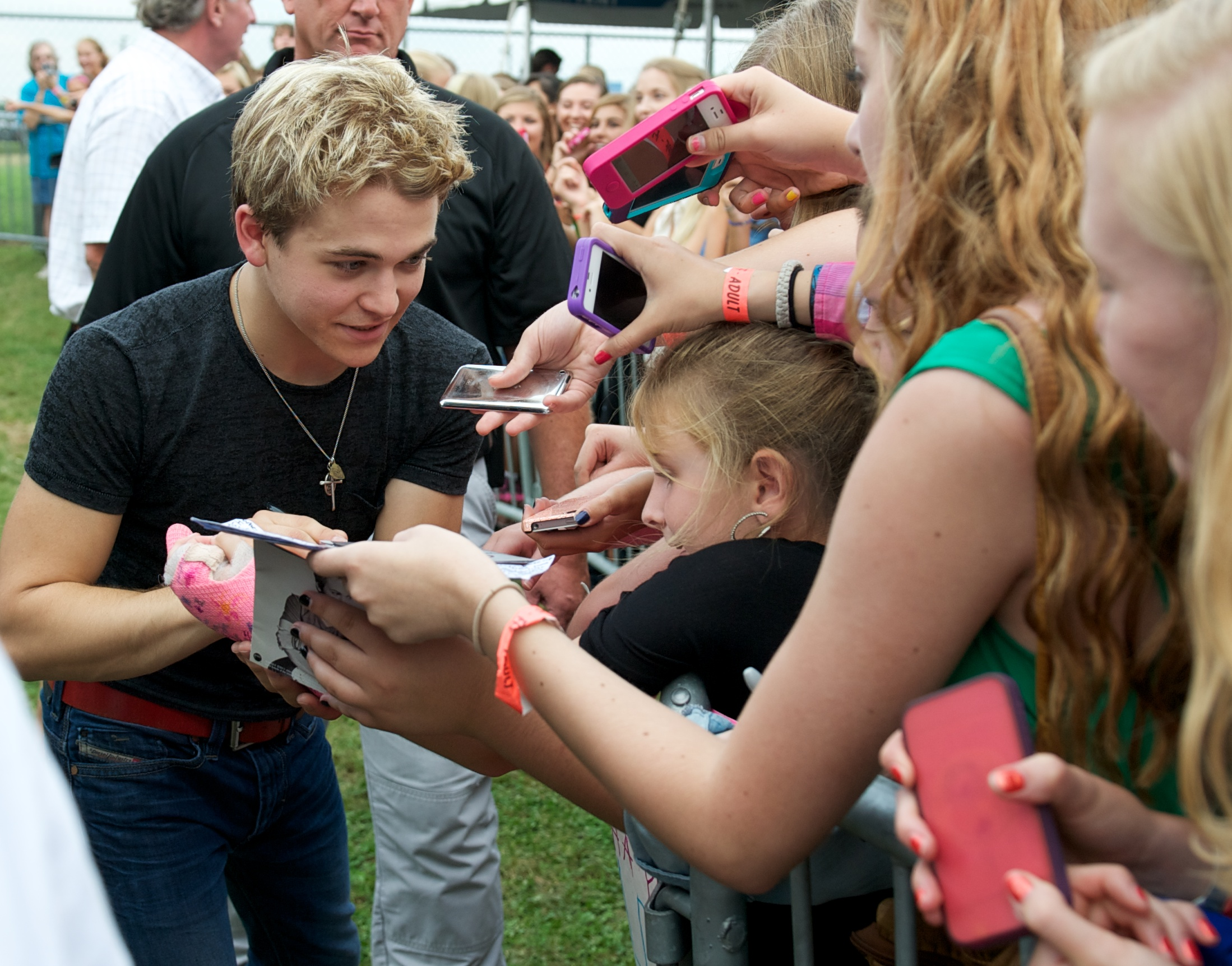
Hayes autogramokat oszt (Frederick, Maryland, 2012. augusztus)

Az album debütáló kislemeze a "Storm Warning" volt, amely 2011. május 16-án került a rádiókba. Az album 2011. október 11-én jelent meg.
Amellett, hogy Hayes az album minden dalának társszerzője és Dann Huff-al együtt rendezője volt, ő játszotta föl az összes megszólaló hangszert is. A második kislemez, a "Wanted" 2012. március 5-én került a rádiókba.
Hayes 2012. július 24-én szerepelt a CBS The Talk műsorában, ahol hivatalosan megkapta az Amerikai Hanglemezgyártók Szövetségének aranylemezét "Wanted" című számáért. Nem sokkal később, 2012. augusztus 23-án a "Wanted" platinalemez lett.
A "Wanted" lett Hayes legelső No.1 kislemeze, és ezzel vált a legfiatalabb férfi énekessé aki egy számával elérte a Hot Country Songs lista élét, megdöntve a Johnny Rodriguez által 1973-ban felállított rekordot. 20 héttel azután, hogy a "Wanted" először felért a lista csúcsára, ismételten a lista élére került. A "Somebody's Heartbreak", az album harmadik kislemeze a Country Airplay listán első lett.
2012. szeptember 14-től több mint 90 alkalommal Hayes volt a Carrie Underwood Blown Away Tour turnéjának előzenekara.
Három Grammy-díjra jelölték többek között a Legjobb Új Előadó kategóriában. Ő a legfiatalabb férfi country előadó, akit annak a három kategóriának a mindegyikében jelölték, amiben őt.
Az album negyedik kislemeze az "I Want Crazy" – az Encore kiadásról –  2013. április 7-én került a country rádiókba. Legjobb helyezése a Country Airplay lista második helye volt (2013. augusztus). Ezt követte az ötödik kislemez, az "Everybody's Got Somebody but Me" amely az eredeti albumon szereplő szám újra felvétele volt Jason Mraz (ének) közreműködésével.
Hayes az egyike azon öt countryénekesnek, akik elnyertek egy CTM "Az Év Előadója" díjat. Ezt a díjat a country énekesek egy olyan csoportjának adják minden évben, akik kimagasló évet hagynak maguk mögött.

### 2014-:Storyline
Hayes második albumának felvezető kislemezét, az "Invisible"-t az 56. Grammy Díjátadó ünnepségen adta elő legelőször. A Storyline 2014. május 6-án jelent meg.
Azért, hogy népszerűsítse megjelent albumát és felhívja a figyelmet a gyermekéhezés problémájára, Hayes 2014. május 10-én megdöntötte a "24 óra leforgása alatt a legtöbb különböző városban adott koncert" Guinness rekordot, amelyet addig a The Flaming Lips tartott. A The Flaming Lips 8 koncertes rekordját egy 10 város – 10 koncert "24 órás versenyfutás a gyermekéhezés végetvetéséért" turné során döntötte meg, melynek első állomása a Good Morning America műsor volt New York-ban, május 9-én.

## Filmjei
- The Apostle, 1997, Gyermek tangóharmonikás
- Figure It Out, 1998, Önmaga
- My Dog Skip, 2000, Tangóharmonikás fiú
- Charlie's War, 2003, Montgomery

## Diszkográfia

### Nagylemezek
| Album        | Részletek                                                                                              | Legjobb helyezések | Legjobb helyezések | Legjobb helyezések | Legjobb helyezések | Minősítések                | Eladások        |
| Album        | Részletek                                                                                              | US Country         | US                 | CAN                | UK Country         | Minősítések                | Eladások        |
| ------------ | --- | ------------------ | ------------------ | ------------------ | ------------------ | -------------------------- | --------------- |
| Hunter Hayes | - Megjelenés: 2011. október 11. - Kiadó: Atlantic Records Nashville - Formátum: CD, digitális letöltés | 1                  | 7                  | 12                 | 6                  | - US: Platina - CAN: Arany | - US: 1,135,000 |
| Storyline    | - Megjelenés: 2014. május 6. - Kiadó: Atlantic Records Nashville - Formátum: CD, digitális letöltés    |                    |                    |                    |                    |                            |                 |

### Középlemezek
| Album             | Részletek                                                                                      | Legjobb helyezések |
| Album             | Részletek                                                                                      | US Country         |
| ----------------- | ---------------------------------------------------------------------------------------------- | ------------------ |
| Hunter Hayes Live | - Megjelenés: 2012. október 16. - Kiadó: Atlantic Nashville - Formátum: CD, digitális letöltés | 30                 |

### Független lemezek
| Cím                          | Részletek                                                                              |
| ---------------------------- | -------------------------------------------------------------------------------------- |
| Through My Eyes              | - Megjelenés: 2000. február 8. - Kiadó: Louisiana Red Hot - Formátum: CD, magnókazetta |
| Make a Wish                  | - Megjelenés: 2001. november 6. - Kiadó: Sugar Town - Formátum: CD, magnókazetta       |
| Holidays with Hunter         | - Megjelenés: 2003. november - Formátum: CD                                            |
| Honoring Our French Heritage | - Megjelenés: 2006. - Kiadó: Juicy Pear Productions - Formátum: CD                     |
| Songs About Nothing          | - Megjelenés: 2008. augusztus 28. - Kiadó: Whirlride - Formátum: CD                    |

### Kislemezek
| Év                | Kislemez                                                    | Legjobb helyezések | Legjobb helyezések | Legjobb helyezések | Legjobb helyezések | Legjobb helyezések | Legjobb helyezések | Legjobb helyezések | Legjobb helyezések | Minősítések                         | Eladások         | Album                        |
| Év                | Kislemez                                                    | US Country         | US Country Airplay | US                 | US Pop             | US Adult           | US AC              | CAN Country        | CAN                | Minősítések                         | Eladások         | Album                        |
| ----------------- | ----------------------------------------------------------- | ------------------ | ------------------ | ------------------ | ------------------ | ------------------ | ------------------ | ------------------ | ------------------ | ----------------------------------- | ---------------- | ---------------------------- |
| 2011              | "Storm Warning"                                             | 14                 | —                  | 78                 | —                  | —                  | —                  | —                  | —                  | - USA: Arany                        | - USA: 501.000   | Hunter Hayes                 |
| 2012              | "Wanted"                                                    | 1                  | —                  | 16                 | 23                 | 12                 | 16                 | —                  | 27                 | - USA: 4x Platina - CAN: 2x Platina | - USA: 3.454.000 | Hunter Hayes                 |
| 2012              | "Somebody's Heartbreak"                                     | 7                  | 1                  | 54                 | —                  | —                  | —                  | 5                  | 66                 | - USA: Platina                      | - USA: 772.000   | Hunter Hayes                 |
| 2013              | "I Want Crazy"                                              | 2                  | 2                  | 19                 | —                  | —                  | —                  | 1                  | 14                 | - USA: Platina - CAN: Platina       | - USA: 1.528.000 | Hunter Hayes (Encore kiadás) |
| 2013              | "Everybody's Got Somebody but Me" (közreműködik Jason Mraz) | 18                 | 15                 | 77                 | —                  | —                  | —                  | 33                 | —                  |                                     | - USA: 331.000   | Hunter Hayes (Encore kiadás) |
| 2014              | "Invisible"                                                 | 4                  | 19                 | 44                 | —                  | —                  | —                  | 30                 | 26                 |                                     | - USA: 390.000   | Storyline                    |
| "—": nem értékelt |                                                             |                    |                    |                    |                    |                    |                    |                    |                    |                                     |                  |                              |

### További slágerlistás dalok
| Év                | Kislemez                      | Legjobb helyezések | Legjobb helyezések | Legjobb helyezések | Legjobb helyezések | Eladások      | Album                        |
| Év                | Kislemez                      | US Country         | US Country Airplay | US Country Digital | CAN                | Eladások      | Album                        |
| ----------------- | ----------------------------- | ------------------ | ------------------ | ------------------ | ------------------ | ------------- | ---------------------------- |
| 2013              | "Go Tell It on the Mountain"  | —                  | 60                 | —                  | —                  |               |                              |
| 2013              | "A Thing About You"           | 49                 | —                  | 40                 | —                  | - USA: 15.000 | Hunter Hayes (Encore kiadás) |
| 2013              | "Better Than This"            | —                  | —                  | 46                 | —                  | - USA: 14.000 | Hunter Hayes (Encore kiadás) |
| 2013              | "Light Me Up"                 | —                  | —                  | 50                 | —                  | - USA: 13.000 | Hunter Hayes (Encore kiadás) |
| 2013              | "In a Song"                   | —                  | —                  | 52                 | —                  | - USA: 13.000 | Hunter Hayes (Encore kiadás) |
| 2014              | "Wild Card"                   | 40                 | —                  | —                  | 68                 | - USA: 20.000 | Storyline                    |
| 2014              | "Storyline"                   | 37                 | —                  | —                  | —                  | - USA: 40.000 | Storyline                    |
| 2014              | "You Think You Know Somebody" | 34                 | —                  | —                  | —                  | - USA: 34.000 | Storyline                    |
| "—": nem értékelt |                               |                    |                    |                    |                    |               |                              |

### Videóklipek
| Év   | Video                                                       | Rendező         |
| ---- | ----------------------------------------------------------- | --------------- |
| 2011 | "Storm Warning"                                             | Brian Lazzaro   |
| 2012 | "Wanted"                                                    | BIRDmachineBIRD |
| 2012 | "Somebody's Heartbreak"                                     | Joel Stewart    |
| 2013 | "I Want Crazy"                                              | Ends            |
| 2013 | "Everybody's Got Somebody but Me" (közreműködik Jason Mraz) | Shane Drake     |
| 2013 | "Let It Snow! Let It Snow! Let It Snow!"                    | Paul Miller     |
| 2014 | "Invisible"                                                 | Ray Kay         |

### További megjelenések
| Év   | Dal                                                              | Megjelenés                                    |
| ---- | ---------------------------------------------------------------- | --------------------------------------------- |
| 2011 | "Almost Paradise" (Victoria Justice közreműködésével)            | Footloose: Music from the Motion Picture      |
| 2012 | "Where We Left Off"                                              | Act of Valor: The Album                       |
| 2013 | "Can't Say Love"                                                 | Samsung Owner's Hub                           |
| 2013 | "Outstanding In Our Field" (Brad Paisley kíséri gitáron Hayes-t) | Wheelhouse                                    |
| 2014 | "Goodbye Yellow Brick Road"                                      | Goodbye Yellow Brick Road: Revisited & Beyond |

### Írói tevékenység
| Év   | Dal           | Társszerző(k)              | Előadó(k)                 | Album                  |
| ---- | ------------- | -------------------------- | ------------------------- | ---------------------- |
| 2010 | "Play"        | Katrina Elam, Bonnie Baker | Rascal Flatts             | Nothing Like This      |
| 2012 | "Here's Hope" | Luke Laird, Barry Dean     | Jewel, Owl City, Jay Sean | Child Hunger Ends Here |

## Koncertturnék

### Más előadók előtt fellépve
- Speak Now World Tour (2011)
- Thaw Out Tour (2012)
- Blown Away Tour (2012)

### Önálló turnék
- Most Wanted Tour (2011)
- Let's Be Crazy Tour(2013) Ashley Monroe közreműködésével
- We're Not Invisible Tour (2014) Danielle Bradbery & Dan + Shay közreműködésével

## Díjak és jelölések
| Év   | Díj                              | Kategória                               | Munka                           | Eredmény |
| ---- | -------------------------------- | --------------------------------------- | ------------------------------- | -------- |
| 2012 | Academy of Country Music Awards  | Legjobb Új Előadó                       | Hunter Hayes                    | Jelölve  |
| 2012 | CMT Music Awards                 | Az Év Legnagyobb Áttörésű Videója (USA) | "Storm Warning"                 | Jelölve  |
| 2012 | Teen Choice Awards               | Choice Férfi Country Előadó             | Hunter Hayes                    | Elnyerte |
| 2012 | Teen Choice Awards               | Choice Country Dal                      | "Storm Warning"                 | Jelölve  |
| 2012 | Broadcast Music, Incorporated    | Díjnyertes Dal (Top 50)                 | "Storm Warning"                 | Elnyerte |
| 2012 | Country Music Association Awards | Az Év Új Előadója                       | Hunter Hayes                    | Elnyerte |
| 2012 | American Country Awards          | Az Év Új Előadója                       | Hunter Hayes                    | Jelölve  |
| 2012 | American Country Awards          | Új Előadó Kislemeze                     | "Wanted"                        | Elnyerte |
| 2012 | American Country Awards          | Új Előadó Videóklipje                   | "Wanted"                        | Elnyerte |
| 2013 | 55. Grammy Díjátadó              | Legjobb Új Előadó                       | Hunter Hayes                    | Jelölve  |
| 2013 | 55. Grammy Díjátadó              | Legjobb Country Szóló Előadás           | "Wanted"                        | Jelölve  |
| 2013 | 55. Grammy Díjátadó              | Legjobb Country Album                   | Hunter Hayes                    | Jelölve  |
| 2013 | Academy of Country Music Awards  | Az Év Új Férfi Előadója                 | Hunter Hayes                    | Jelölve  |
| 2013 | Academy of Country Music Awards  | Az Év Kislemeze                         | "Wanted"                        | Jelölve  |
| 2013 | Academy of Country Music Awards  | Az Év Dala                              | "Wanted"                        | Jelölve  |
| 2013 | Academy of Country Music Awards  | Az Év Videója                           | "Wanted"                        | Jelölve  |
| 2013 | Billboard Music Awards           | Legjobb Country Előadó                  | Hunter Hayes                    | Jelölve  |
| 2013 | Billboard Music Awards           | Legjobb Country Dal                     | "Wanted"                        | Jelölve  |
| 2013 | CMT Music Awards                 | Az Év Videója                           | "Wanted"                        | Jelölve  |
| 2013 | CMT Music Awards                 | Az Év Férfi Videója                     | "Wanted"                        | Jelölve  |
| 2013 | CMT Music Awards                 | Nationwide Insurance On Your Side Award | Hunter Hayes                    | Elnyerte |
| 2013 | Teen Choice Awards               | Choice Férfi Country Előadó             | Hunter Hayes                    | Elnyerte |
| 2013 | Teen Choice Awards               | Choice Country Dal                      | "I Want Crazy"                  | Jelölve  |
| 2013 | Broadcast Music, Incorporated    | Az Év Dala                              | "Wanted"                        | Elnyerte |
| 2013 | Broadcast Music, Incorporated    | Díjnyertes Dal (Top 50)                 | "Somebody's Heartbreak"         | Elnyerte |
| 2013 | American Music Awards            | Kedvenc Country Férfi Előadó            | Hunter Hayes                    | Jelölve  |
| 2013 | American Country Awards          | Az Év Legnagyobb Áttörésű Előadója      | Hunter Hayes                    | Jelölve  |
| 2013 | American Country Awards          | Legnagyobb Áttörésű Kislemez            | "Somebody's Heartbreak"         | Jelölve  |
| 2013 | J-14 Teen Icon Awards            | Ikonikus Férfi Énekes                   | Hunter Hayes                    | Elnyerte |
| 2014 | 56. Grammy Díjátadó              | Legjobb Country Szóló Előadás           | "I Want Crazy"                  | Jelölve  |
| 2014 | World Music Awards               | Legjobb World Dal                       | "I Want Crazy"                  | Függőben |
| 2014 | World Music Awards               | Legjobb World Video                     | "I Want Crazy"                  | Függőben |
| 2014 | World Music Awards               | Legjobb World Album                     | "Hunter Hayes"                  | Függőben |
| 2014 | World Music Awards               | Legjobb World Férfi Előadó              | Hunter Hayes                    | Függőben |
| 2014 | World Music Awards               | Legjobb World Élő Előadás               | Hunter Hayes                    | Függőben |
| 2014 | World Music Awards               | Legjobb World Szórakoztató              | Hunter Hayes                    | Függőben |
| 2014 | CMT Music Awards                 | Az Év Videója                           | "I Want Crazy"                  | Függőben |
| 2014 | CMT Music Awards                 | Az Év Férfi Videója                     | "I Want Crazy"                  | Függőben |
| 2014 | CMT Music Awards                 | Az Év Közös Videója                     | "Everybody Got Somebody But Me" | Függőben |

## Fordítás
- Ez a szócikk részben vagy egészben  a   Hunter Hayes című angol Wikipédia-szócikk fordításán alapul.  Az eredeti cikk szerkesztőit annak laptörténete sorolja fel. Ez a jelzés csupán a megfogalmazás eredetét és a szerzői jogokat jelzi, nem szolgál a cikkben szereplő információk forrásmegjelöléseként.